# ماغنوس فون إيبرهارت
ماغنوس فون إيبرهارت (بالألمانية: Magnus von Eberhardt)‏ هو ضابط ألماني، ولد في 6 ديسمبر 1855 في برلين في ألمانيا، وتوفي بنفس المكان في 24 يناير 1939.